# Луна-10
«Луна́-10» — советская автоматическая межпланетная станция (АМС) для изучения Луны и космического пространства. Первый искусственный спутник Луны.

## Описание

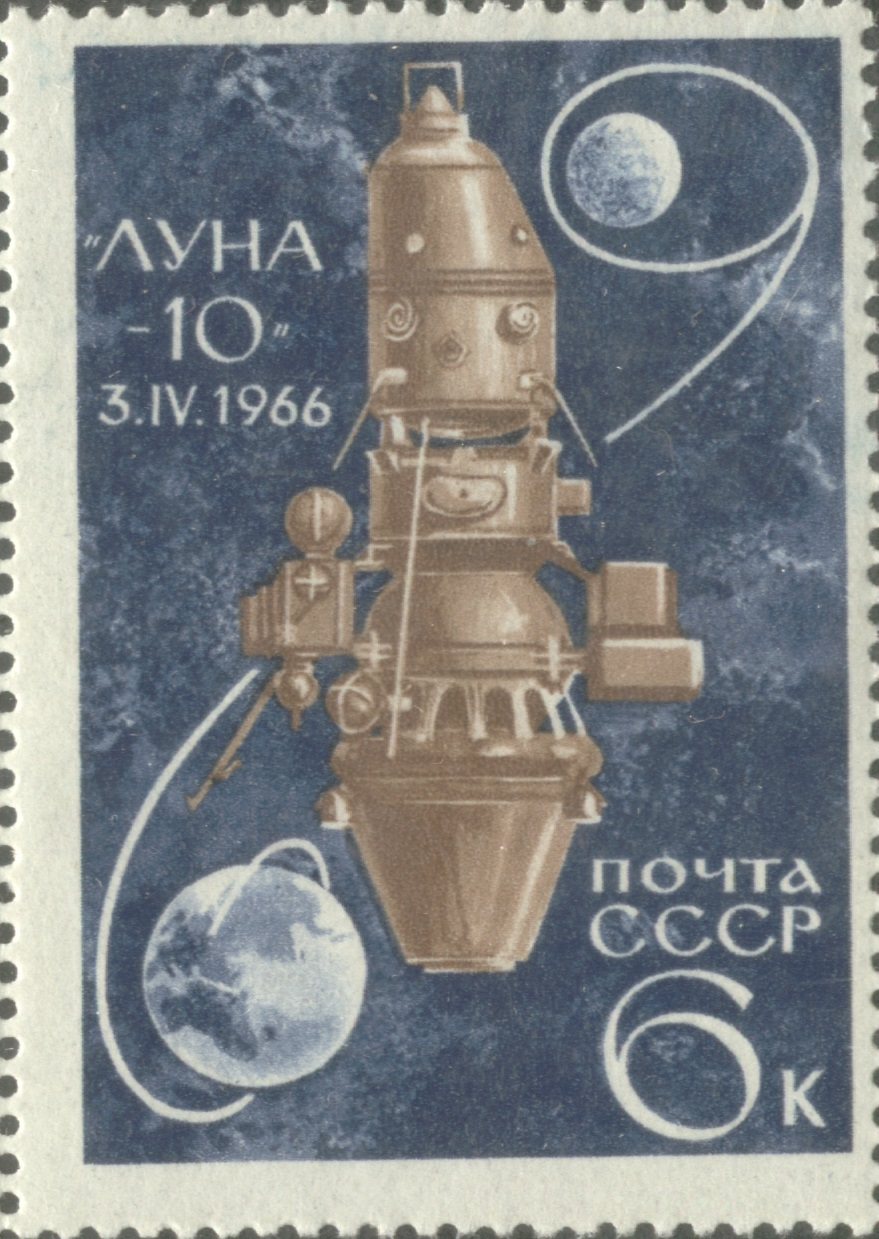
Почтовая марка СССР с изображением КА «Луна-10»

31 марта 1966 года в 13:46:59 мск с космодрома Байконур был осуществлён пуск ракеты-носителя «Молния-М», которая вывела АМС «Луна-10» на низкую околоземную орбиту с высотой 200 × 250 км и наклонением 52°. Затем АМС была переведена на траекторию полета к Луне. 1 апреля была выполнена коррекция траектории. 3 апреля 1966 года на расстоянии 8000 км от Луны началось торможение; в результате станция «Луна-10» уменьшила скорость на 0,64 км/с и в 21:44 мск впервые в мире вышла на орбиту вокруг Луны. Начальные параметры орбиты: высота апоселения 1015 км, высота периселения 349 км, наклонение орбиты к плоскости экватора Луны 71,9° при начальном периоде обращения 2 ч 58 мин 15 с. Через 20 секунд после окончания торможения станция отделилась от перелётной ступени. Станция совершила 460 оборотов вокруг Луны и выполнила 219 сеансов связи с Землёй. Через 56 суток после выхода на лунную орбиту, 30 мая 1966 года АМС «Луна-10» закончила активное существование ввиду исчерпания заряда химических батарей (она не была оборудована солнечными батареями). На этот момент высота её орбиты составляла 378 × 985 км с наклонением 72,2°.
Космический аппарат был предназначен для выхода на орбиту искусственного спутника Луны (ИСЛ) и проведения исследований Луны и окололунного пространства. Он состоял из перелётной ступени, осуществлявшей коррекцию траектории и переход с неё на окололунную орбиту, и отделяемого спутника Луны. Перелётная ступень была унифицирована со станциями «Луна-4»…"Луна-9", а поскольку для выхода на орбиту ИСЛ требуется меньшее изменение скорости, то масса спутника была заметно больше массы АМС «Луна-9» и составляла около 250 кг. Полная масса станции во время перелёта Земля — Луна составляла около полутора тонн.

## Исследования
Орбитальные измерения позволили установить несферичность гравитационного потенциала Луны и впервые получить его точную модель (в виде коэффициентов разложения по сферическим гармоникам). Несферичность гравитационного потенциала Луны влияла на эволюцию орбиты АМС в 5—6 раз сильнее, чем возмущения со стороны Земли и Солнца. За время активного существования спутника на селеноцентрической орбите (460 витков) вековой дрейф долготы восходящего узла орбиты был равен −7,7°, положения перицентра −11,8°. За один оборот возмущение координаты спутника, обусловленное нецентральностью поля тяготения, составляло по модулю в среднем 0,75 км. Это было первое указание на существенную неоднородность недр Луны (см. Масконы). Кроме того, было уточнено значение массы Луны.
На внешней обшивке спутника были установлены газоразрядные счётчики ионизирующего излучения:
- СБТ-9 (для мягкого излучения) — установлен возле оси в носовой части, имел направленное вперёд по оси спутника торцевое входное окно из слюды площадью 0,2 см2 (диаметр 0,5 см) с толщиной 1,2 мг/см2 и напылённым слоем золота толщиной 0,3 мг/см2 для экранирования мягкого солнечного рентгена; вне окна защищён медным экраном толщиной 2,5 г/см2, угол обзора окна около 2 стерадиан. Регистрировал с эффективностью, близкой к 100 %, электроны с E > 40 кэВ и протоны с E > 500 кэВ. Кроме того, с малой эффективностью регистрировалось рентгеновское излучение жёстче 10 ангстрем. Скорость счёта во время солнечных вспышек (8—13 апреля) увеличивалась до 50 имп/с (от солнечных космических лучей). С 3 по 23 апреля скорость счёта составляла в среднем 20—23 имп/с (предположительно от рентгеновского излучения Солнца), но с 23 апреля по 12 мая упала практически до фонового уровня.
- СБТ-9 (для жёсткого корпускулярного излучения) — аналогичен предыдущему, но экранирован медью толщиной 2,5 г/см2 со всех сторон. Он также был расположен вверху носового конуса спутника параллельно его оси. Через медный экран счётчика могли проникать электроны с E > 5 МэВ и протоны с E > 50 МэВ. Наблюдения на счётчиках СБТ-9 проводились с 31 марта (то есть ещё до выхода на селеноцентрическую орбиту) по 29 мая. Экранированный счётчик показывал среднюю скорость счёта от 10 (в периселении) до 11 (в апоселении) импульсов в секунду; уменьшение скорости счёта в периселении (11 ± 3%) соответствует ожидаемому экранированию космических лучей Луной (расчётное изменение на 15 % при нулевом альбедо). На участке траектории до выхода на лунную орбиту скорость счёта составляла 12,2 ± 0,1 имп/с, что с учётом геометрического фактора счётчика (2,6 ± 0,2) см2 соответствует потоку частиц 4,7 ± 0,4 см−2·с−1[2].
- СФ — три штуки, установлены на боковой поверхности, предназначены для обнаружения рентгеновского излучения Луны, были включены 8 апреля 1966. Имели входные окна из алюминиевой фольги площадью 0,5 см2 и толщиной 2,7 мг/см2. Регистрировался рентген жёстче 14 ангстрем, электроны с E > 50 кэВ и протоны с E > 800 кэВ[4].

С помощью счётчиков мягкого излучения было обнаружено прохождение Луны через хвост земной магнитосферы, выразившееся в синхронном росте скорости счёта из-за регистрации изотропного потока электронов с энергией более 40 кэВ. Из наличия мягких электронов был сделан вывод об отсутствии глобальной магнитосферы Луны, образующей вокруг неё замкнутые силовые линии.
На обшивке спутника были установлены ионные ловушки для регистрации заряженных частиц с тепловыми скоростями (ионов и электронов предполагаемой ионосферы Луны). На основании измерений установлена верхняя граница концентрации положительных ионов (ni < 100 см−3) и электронов (ne < 300 см−3) с тепловыми скоростями вблизи Луны.
Магнитометр спутника определил напряжённость магнитного поля Луны (примерно в 1000 раз меньше земного). Было установлено, что оно не имеет дипольного характера.
С помощью микрометеоритных пьезодатчиков, наклеенных на обшивку спутника (общая чувствительная площадь датчиков 1,2 м2, минимальная масса частиц 0,07 мкг при скорости 15 км/с), измерялась концентрация метеоритного вещества на высотах от 355 до 1030 км от поверхности Луны. С 3 апреля по 12 мая 1966 года зарегистрировано 198 событий за 11 часов 50 минут (в среднем 0,004 удара на м2 в секунду). На отдельных участках траектории протяжённостью 100...900 км наблюдались повышенные концентрации микрометеоритов. Установлено, что средняя плотность микрометеоритов вблизи Луны на два порядка превышает их среднюю плотность в межпланетном пространстве.
Был измерен гамма-спектр, излучаемый поверхностью Луны в диапазоне 0,3—3 МэВ. Обнаружено, что элементный состав природных радиоактивных нуклидов (уран, торий, калий) примерно соответствует таковому для земных базальтов. Однако более 90 % гамма-излучения с поверхности Луны обусловлено наведённой радиоактивностью, образующейся под действием космических лучей.

## Идеологическая нагрузка
Специально установленный на борт спутника набор мультивибраторов по команде с Земли передавал мелодию «Интернационала» по радиоканалу. Записанная передача или, по другой информации, прямая трансляция, была озвучена на одном из заседаний XXIII съезда КПСС.